# Nagelklippare

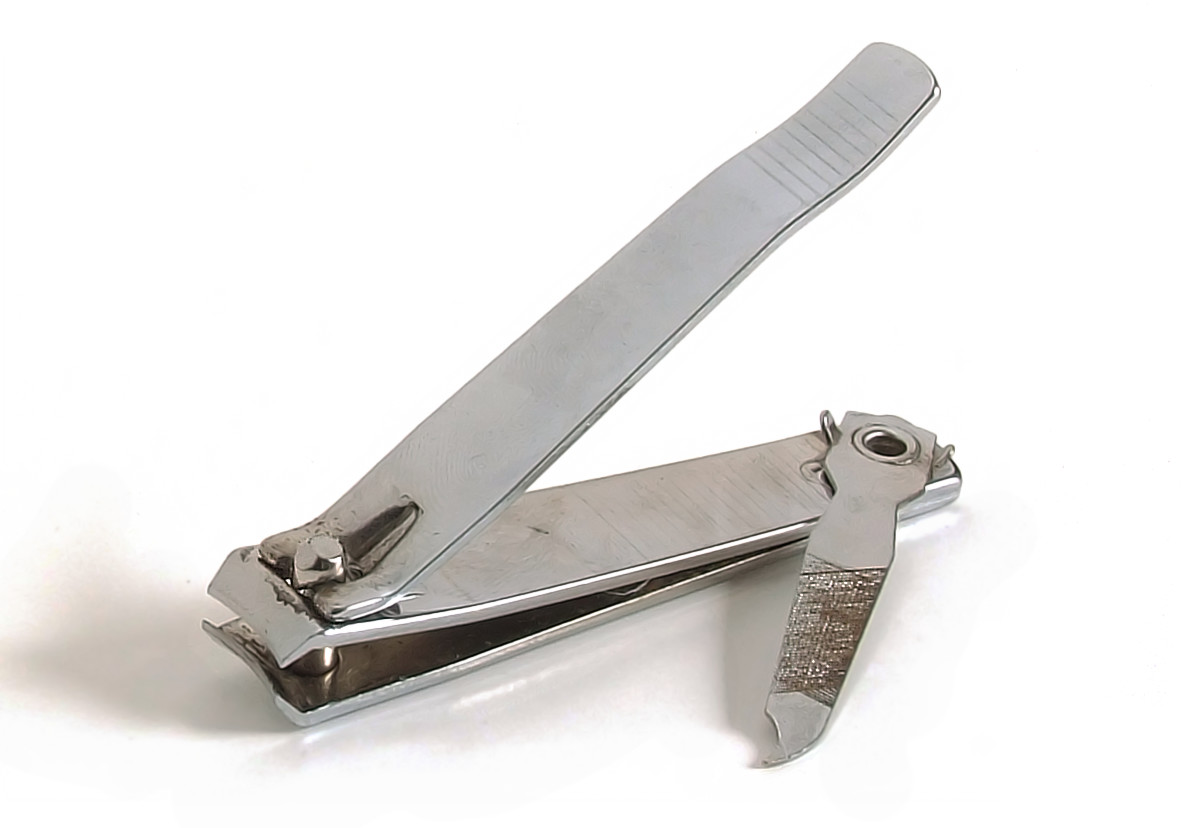
Nagelklippare med kombinerad nagelfil/nagelpetare.

En nagelklippare (nageltång, nagelknipsare) är ett tångliknande metallverktyg, närmast lik en tväravbitare, som används för att klippa av och putsa naglar. Nagelklippare förekommer i olika storlekar, med raka, konvexa eller konkava eggar. Vissa nagelklippare är även kombinerade med en nagelfil och en nagelpetare i metall. Större nagelklippare kan ha en löstagbar plastbehållare för uppsamling av avklippta naglar.